# Last Resort (televisieserie)
Last Resort is een Amerikaanse militaire dramaserie voor televisie gecreëerd door Shawn Ryan and Karl Gajdusek voor de zender ABC en geproduceerd door Sony Pictures Television. In Amerika werd ze voor het eerst uitgezonden op 27 september 2012. Er worden 13 afleveringen gemaakt en er komt geen vervolg.

## Verhaallijn
De serie gaat over de bemanning van de Amerikaanse onderzeeër met kernraketten aan boord uit de Ohioklasse, de fictieve USS Colorado (SSBN-753). Nadat een Amerikaans Navy SEALs team aan de Pakistaanse kust is opgehaald, krijgt de Colorado bevel om twee atoomraketten op Pakistan te lanceren. De commandant van de Colorado, Kapitein Marcus Chaplin (Andre Braugher), vraagt vervolgens om bevestiging van het bevel, omdat het ontvangen werd via een oud communicatiekanaal uit de tijd van de Koude Oorlog, dat alleen gebruikt zou worden wanneer de hoofdstad Washington al vernietigd zou zijn. Nadat hij geweigerd heeft de raketten te lanceren totdat vaststaat dat het bevel via de normale kanalen is bevestigd, wordt Chaplin van zijn commando ontheven door de dan nog staatssecretaris van Defensie zijnde William Curry en wordt vervolgens de tweede man van de Colorado, Luitenant-ter-zee 1e klasse Sam Kendal (Scott Speedman), als nieuwe commandant aangesteld. Wanneer ook Kendal aan het bevel begint te twijfelen en om bevestiging vraagt, wordt hun onderzeeër beschoten door de Virginiaklasse onderzeeër USS Illinois (SSN-786). De twee atoomraketten op Pakistan blijken ondertussen door andere Amerikaanse eenheden te zijn gelanceerd.
De bemanning van de Colorado realiseert zich plotseling dat ze als vijand beschouwd wordt en zoekt een schuilplaats op het eiland Sainte Marina (een fictief Frans eiland in de Indische Oceaan) waar een NATO communicatie- en raketwaarschuwingssysteem ligt. Wanneer er een paar B-1 Lancer bommenwerpers naar het eiland gestuurd worden om hen en het eiland te bombarderen, lanceert Chaplin een Trident atoomraket richting Washington om de nationale leiders te laten zien dat het hem serieus is. De B-1 Lancers draaien daarom op het laatste moment om, maar Chaplin (die de route van de raket op het laatst veranderd heeft) laat de raket zichtbaar over Washington vliegen en 200 zeemijlen verderop in de Atlantische Oceaan exploderen, zodat de explosie duidelijk zichtbaar is in Washington en de stad New York. Via een televisieboodschap verklaart hij een 200 zeemijlen diepe zone rond het eiland Sainte Marina tot verboden gebied.
Nu moet de bemanning een methode vinden om hun onschuld te bewijzen én uitvinden wie in de Amerikaanse regering hun dit gelapt heeft, zodat ze eindelijk naar huis kunnen. Daarnaast blijken niet alle bemanningsleden betrouwbaar.

## Productie
ABC kondigde de pilotaflevering in januari 2012 aan, waarna de opnames begonnen. De serie is gefilmd op het eiland Oahu in de staat Hawaii en werd geproduceerd door Sony Pictures Television. Op 16 november 2012 kondigde ABC aan dat ze geen volledig seizoen hiervan wilde, maar wel dat er 13 afleveringen gemaakt mochten worden. Er waren al 11 afleveringen gemaakt en nog twee scripts lagen gereed. Die zijn herschreven waardoor de serie gewoon eindigt en geen open einde heeft.

## Rolbezetting

### Hoofdpersonen
- Andre Braugher als kapitein-ter-zee Marcus Chaplin
- Scott Speedman als luitenant-ter-zee 1e klasse Sam Kendal
- Daisy Betts als Luitenant Grace Shepard, navigator en dochter van schout-bij-nacht Arthur Shepard
- Camille De Pazzis als Sophie Girard, Frans commandant van het NAVO communicatiestation
- Dichen Lachman als Tani Tumrenjack, eigenaar van de Sainte Marina bar
- Daniel Lissing als Sergeant James King, Navy SEALs
- Sahr Ngaujah als Julian Serrat, lokaal despoot
- Autumn Reeser als Kylie Sinclair, lobbyist in Washington D.C. voor haar familiebedrijf in de wapenindustrie
- Jessy Schram als Christine Kendal, echtgenote van luitenant-ter-zee 1e klasse Sam Kendal
- Robert Patrick als sergeant-majoor Joseph Prosser, Chef van de rubberboot aan boord van de onderzeeër USS Colorado

### Andere rollen
- Jay Hernandez als Paul Wells
- Michael Ng als de senior sonar operator, sergeant 1e klasse Cameron Pitts
- Jessica Camacho als sergeant 1e klasse Pilar Cortez
- Bruce Davison als schout-bij-nacht (rear admiral) Arthur Shepard, luitenant Grace Shepards vader
- Gideon Emery als CIA-operative Booth
- Will Rothhaar als sergeant Josh Brannan
- Jay Karnes, aanvankelijk geïntroduceerd als staatssecretaris van Defensie, daarna gepromoveerd tot minister van Defensie William Curry
- Omid Abtahi als NAVO technicus Nigel